# Batalhão de Ações com Cães
Batalhão de Ações com Cães (BAC) é uma organização policial-militar da Polícia Militar do Estado do Rio de Janeiro (PMERJ), sendo sua única unidade voltada para o emprego de cães na atividade policial.
Subordinada ao Comando de Operações Especiais (COE), situa-se no bairro de Olaria no Rio de Janeiro, e tem como área de policiamento todo o estado do Rio de Janeiro. Tem como atividade principal o emprego de cães em atividades como faro de armas, drogas, explosivos, busca e captura de pessoas perdidas, soterradas e/ou homiziadas e ações de choque, intervenção tática ou patrulhas de operações com cães.
Para a Copa do Mundo FIFA de 2014 e os Jogos Olímpicos de Verão de 2016, o BAC recebeu um investimento de R$ 500 mil destinados à compra de cães de excelência, com os quais formaria um novo canil com vistas para a Copa e as Olimpíadas, e passou o efetivo atual de 160 para 280. De janeiro a setembro de 2015, foram apreendidas 7,1 toneladas de drogas.

## História

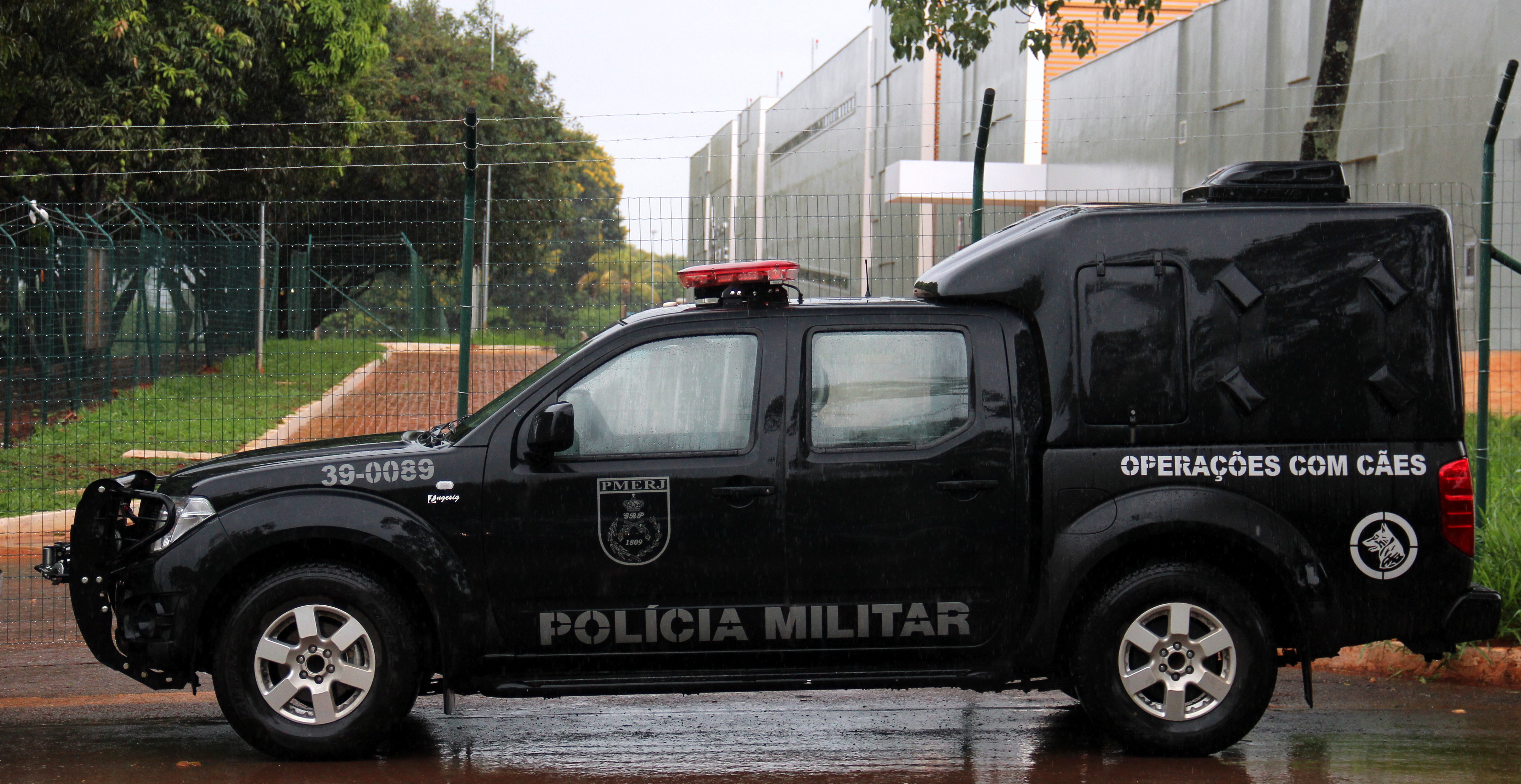
Viatura do Batalhão de Ações com Cães

Foi fundada em 6 de novembro de 1955 pelo Coronel João Ururahy de Magalhães, com o nome de Serviço de Cães, contando com 40 cães treinados pelo Tenente Lair Jacintho da Silva e por soldados que realizaram um curso de especialização em São Paulo. Em 1969, após a transferência da Capital Federal para Brasília, ganhou autonomia e a denominação de Companhia Independente de Cães de Policiamento (CICP). Em 1974, transformou-se no Destacamento de Atividades Especiais (DAE), assumindo outras atribuições além do serviço de emprego de cães. Já em 2 de fevereiro de 1977, o DAE foi transformado em Batalhão de Polícia Militar do Estado Janeiro de Atividades Especiais (BPAE).
Em 10 de dezembro de 1981, com a extinção do BPAE, o 16º Batalhão de Polícia Militar assumiu suas instalações, bem como o Canil passou a ser uma Companhia orgânica deste Batalhão, com o nome de Companhia de Policiamento com Cães (Cia Pol. Cães), que se situava na Invernada de Olaria. Em 16 de novembro de 2001, foi enfim criada a Companhia Independente de Polícia Militar com Cães (CIPM Cães), recuperando sua autonomia e separando sua administração do 16º BPM (com o qual ainda divide o aquartelamento).
A partir dos Jogos Pan-Americano, em 2007, houve a necessidade de estabelecer rotina de treinamento maior, principalmente com os cães de faro. A partir daí, a unidade passou a realizar operações e gerar estatísticas para outros departamentos da polícia, que começaram a acioná-la em incursões. Desde a ocupação do Morro da Santa Marta, quando a CIPM Cães entrou na comunidade para dar apoio ao BOPE e ao Choque, a unidade passou a estar presente em todas as ações de pacificação.
Com a resolução nº 506, da Secretaria Estadual de Segurança, a CIPM Cães foi transformada em Batalhão de Ações com Cães (BAC), em 18 de outubro de 2011.

## Ingressão
Para entrar no BAC, deve candidatar-se no curso padrão, de 5 semanas, habilitando os policiais a conduzir cães no emprego policial, ou no curso avançado, de 16 semanas, para adestramento. A aprovação varia de 40 a 60% dos inscritos. Os alunos aprendem psicologia animal, doutrina de avanço sob fogo ao lado de cão, a dar tiros, escalar e fazer travessias aquáticas, sempre acompanhados do cão.

## Intervenção e patrulha
Por volta de 2010, começou a ser utilizado o "Método Natural" durante as patrulhas, em que o cachorro fareja livremente e apenas atende aos comandos do condutor. Entretanto, foi preciso gerar uma estrutura operacional que permitisse que a patrulha fosse feita independente do grau de conflitos. Daí surgiu a "Patrulha de Operações com Cães", composta por nove homens, todos cinotécnicos, que formam a segurança para a equipe de faro realizar as buscas. Entre eles, está um socorrista que acompanha o cão e é responsável pelo primeiro atendimento, caso haja problemas.
Eles ainda possuem uma equipe na Unidade de Intervenção Tática (UIT), oficialmente integrada ao BOPE, o Núcleo Cinófilo (Nu Cin). O Nu Cin auxilia o Grupo de Retomada e Resgate (G.R.R.) em ocorrências críticas onde há elementos homiziados com refém. Os cães especializados em intervenção tática são preparados para serem lançados à frente do time tático, causando distração, fazendo leitura de indivíduo e imobilizando esse elemento, e estão chegando à 4ª geração nas Olimpíadas. O método de intervenção tática foi desenvolvido em 2004, com base no protocolo da Le Raid francesa, e seu treinamento, que dura em média três anos, induz o cão a diferenciar o refém do sequestrador.

## Tratamento dos cães
Um cão é selecionado em seu nascimento, se tiver características como alto instinto de caça, independência, coragem e determinação na superação de situações diversas, e pode começar a trabalhar quando completa 1 ano. Cada cão trabalha seis horas por dias, com uma refeição balanceada de 200g três vezes ao dia, e se aposentam após 8 anos na Polícia Militar, quando são castrados e, se não adotados por seus condutores, doados. Os animais não pensam estar trabalhando, mas encaram tudo como uma brincadeira. Diante à droga, eles se agitam, balançam a cauda e sentam, esperando uma recompensa.
A clínica veterinária tem centro cirúrgico, farmácia e seis oficiais veterinários. Todos os PMs também são socorristas. Há atendimento ambulatorial, procedimentos cirúrgicos, prevenção a infecções, verminoses e parasitas.
Os cães ganhariam um colete à prova de balas de nível II e um óculos protetivo para operar na Copa do Mundo de 2014, mas essa ideia foi descartada.

### Comissão de Bioética e Bem Estar do Animal
A Comissão de Bioética e Bem Estar do Animal é destinada a se debruçar sobre os estudos para buscar as melhores ações que garantam a integridade física do cão, em qualquer atuação na qual ele seja empregado. Os cães do BAC estão na mira de traficantes pelo prejuízo que suas apreensões têm lhes dado. Entre os assuntos debatidos pela comissão, está o uso de coletes pelos cães. A grande crítica é que o colete não livrará o cão de um fuzil, além de torná-lo mais lento e trazer desconforto.
Fazem parte dessa comissão veterinários do Conselho Regional de Medicina Veterinária da Anclivet Laboratório Veterinário, da Fundação Oswaldo Cruz e do Exército Brasileiro.

### Centro veterinário

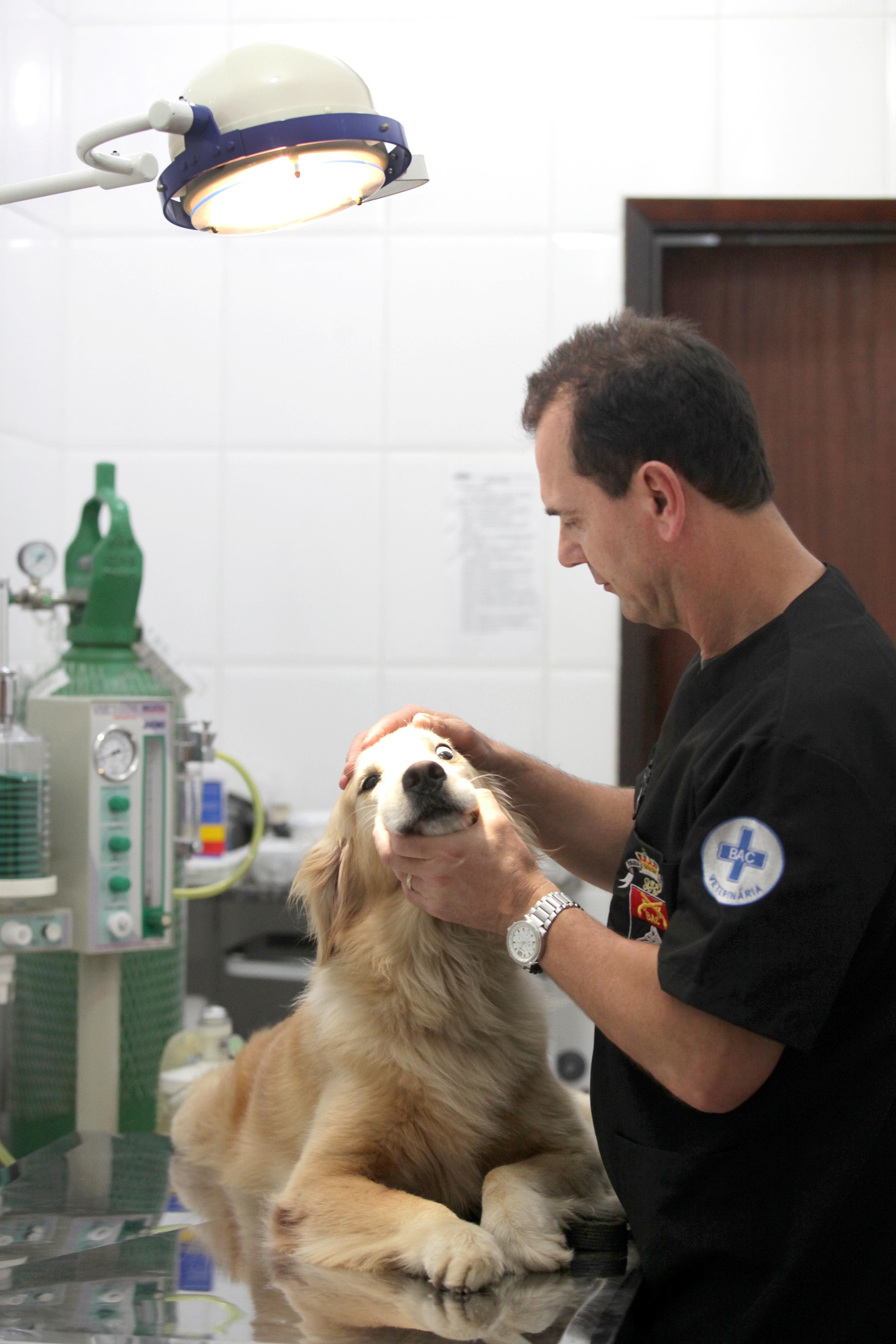
Luis Roberto Veríssimo, o capitão veterinário do BAC, tratando de um cão da unidade

O BAC possui um centro veterinário que cuida da saúde de todos os seus cães, composto por cinco membros, sendo dois cirurgiões e dois anestesistas, além de quatro auxiliares de veterinária e quatro socorristas (sempre que o BAC sai ostensivamente nas ruas, um socorrista os acompanha para realizar os primeiros atendimentos). Eles avaliam toda a parte sanitária dos animais, como vacinações, vermifugações, trato de pele, calendário com protocolos, entre outros procedimentos. Há, ainda, atendimento ambulatorial, que inclui a avaliação de sintomas, diagnóstico de velhice e tratamento de tumores, um centro cirúrgico e uma farmácia.
Antes de ir pra rua, o policial tem que, obrigatoriamente, passar com o cão pelo centro veterinário, aonde será feita uma avaliação para ver se está tudo bem. Quando ele volta da operação, é realizado o mesmo procedimento. Também são feitas avaliações cardiovasculares, além de exames como hemogramas e Monitor Holter para comprovar que, apesar de farejar drogas, eles são apenas identificadores dessas substâncias e não viciados.
Os casos mais comuns em operações são hemorragias e falta de ventilação.

### Rotina e preparação
Os cães do BAC seguem uma rotina rígida: o 1º dia é dedicado inteiramente a treinar; em seguida, estão operacionais e, no 3º dia, tiram o dia livre pra brincar. Eles preparam-se com exercícios aeróbicos, de resistência, natação, tração e trabalho funcional.

### Raças
O BAC possui ou admite, em sua frota, labradores, pastores alemães, pastores belga malinois, pastores holandeses, rottweilers, weimaraners, golden retriever e dobermanns. Cada raça é distribuída da seguinte forma:
- Faro e captura: labradores, pastor malinois e holandês
- Controle de distúrbios: pastor alemão e rotweiller
- Intervenção tática: pastor malinois e holandês
- Busca de pessoas perdidas ou soterradas em áreas colapsadas: pastor malinois e holandês

A Equipe de Faro de Cães, Armas, Drogas e Explosivos abrange todas as atividades que envolvam faro e é comandada pela mesma pessoa.

### Faro de explosivos

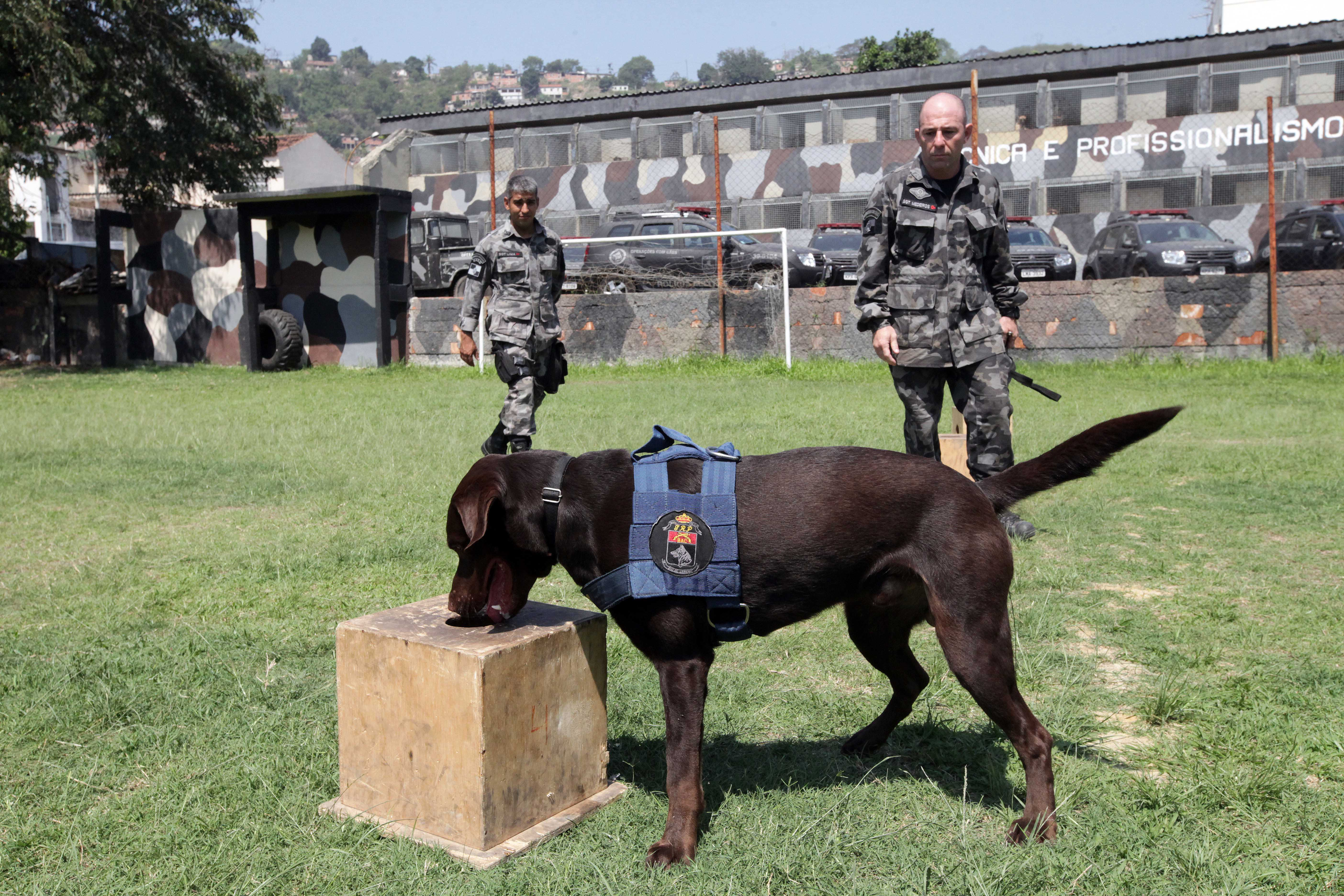
Labrador do BAC treinando para farejar explosivos nos Jogos Olímpicos de Verão de 2016.

Visando as Olimpíadas de 2016, sediadas no Rio de Janeiro, o BAC procurou treinar seis cães farejadores de explosivos com características de "atletas de ponta", incluindo três filhotes de Boss, o maior farejador de armas e explosivos do batalhão. Como explosivos são naturalmente mais sensíveis, eles são treinados a não ser ansiosos e, quando encontram um, apenas sentam. Por um ano e meio, os cães foram, desde que nasceram, direcionados para o treinamento com foco na busca de explosivos. Os filhotes selecionados se chamam Chefe, Cléo e Delta, todos labradores, Aba e Nala, duas pastoras belga de mallinois, e o pastor holandês Delta.
O BAC, após um intercâmbio de 15 dias com o Le Raid da Polícia Francesa, adquiriu certificado a cinco de seus seis cães para atuarem nos Grandes Eventos. O treinamento foi realizado seguindo o protocolo internacional de varredura de substâncias explosivas, ensinou técnicas para busca de explosivos e apresentou aos cães todas as substâncias que podem ser utilizadas para confecção destes, assim como os diversos ambientes nos quais poderiam ser usados. Eles foram apresentados, além de outras substâncias, a princípios dos explosivos, como nitrato de amônia e pólvora negra, e às bases explosivas RDX e nitropenta.

## Méritos
O BAC também já ministrou quatro edições do curso de faro da Secretaria Nacional de Segurança Pública e recebe visitantes de países da America Latina e Europa. A reformulação do batalhão, que definiu seus objetivos e o reorganizou, foi responsável por um aumento de 20 vezes na apreensão de armas e drogas.

Por duas vezes, eles venceram o prêmio da Secretaria de Segurança por superar indicador estratégico, na categoria unidades especializadas.